# Анекдоты о бунтовщике и самозванце Емельке Пугачёве
«Анекдо́ты о бунтовщике́ и самозва́нце Еме́льке Пугачёве» — книга из 12 историй об Емельяне Ивановиче Пугачёве, изданная в 1809 году. Использовалась А. С. Пушкиным во время работы над «Историей Пугачёва». Представляет собой «незамеченный», по определению российского историка Виктора Яковлевича Мауля, источник по истории Пугачёвского бунта.
Имеет порядковый номер в «Библиотеке Пушкина» Модзалевского (№ 3). Издана в вольной типографии Федора Любия. Включает в себя 80 страниц, формат — малая 8°, содержит гравированный портрет Е. Пугачёва с эпиграфом из Сумарокова.